# 페코리노
페코리노(이탈리아어: pecorino)는 이탈리아의 양젖 치즈이다. 여섯 가지 주요 페코리노 품종 중, 모두가 유럽 연합법에 따라 원산지 명칭 보호(PDO) 지위를 가지고 있는 가운데, 페코리노 로마노는 이탈리아 외 특히 미국에서 가장 잘 알려져 있으며 19세기부터 미국은 이탈리아 치즈의 중요한 수출 시장이 되어왔다. 대부분의 페코리노 로마노는 사르데냐 섬에서 생산되지만, 그 생산 구역에는 라치오와 토스카나주의 그로세토와 시에나 지방도 포함다. 고대 로마 작가들은 이 치즈와 그 생산 기술에 대해 썼다.
다른 다섯 가지 숙성된 PDO 치즈는 사르데냐의 페코리노 사르도(사르데냐어: casu berbeghinu), 대플리니우스가 그의 '박물지'에서 이미 그 생산을 언급한 토스카나의 페코리노 토스카노, 시칠리아의 페코리노 시칠리아노(시칠리아어: picurinu sicilianu); 바실리카타의 페코리노 디 필리아노, 칼라브리아주의 크로토네 지방의 페코리노 크로토네세가 있다.  또 다른 잘 알려진 페코리노는 아브루초주에서 생산된 페코리노 디 아트리다.
모든 페코리노는 숙성 기간에 따라 다양한 스타일로 제공다. 더 오래 숙성된 치즈는 stagionato(숙성된 또는 오래된)라고 하며, 단단하지만 여전히 부서지기 쉬운 질감을 가지고 있으며, 확연한 버터와 견과류 맛이 난다. 다른 두 종류인 semi-stagionato와 fresco는 부드러운 질감과 부드러운 크림 및 우유 맛을 가지고 있다.

## 사진 갤러리

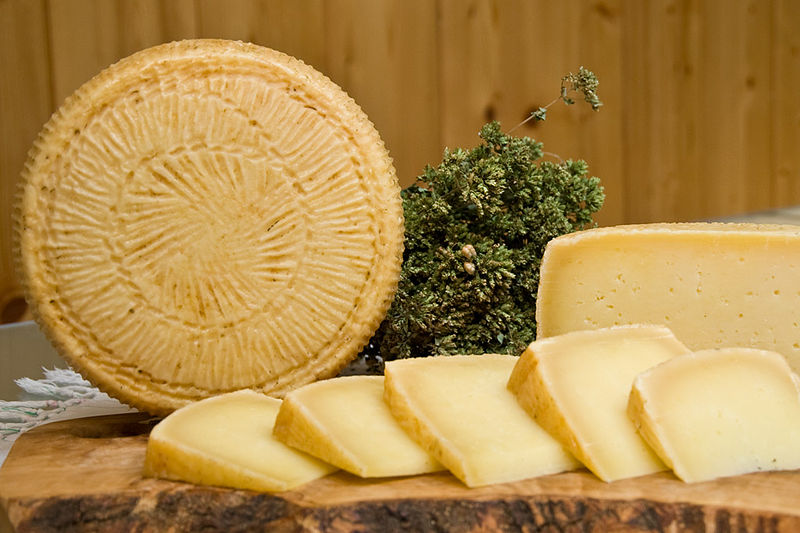
페코리노 디 필리아노
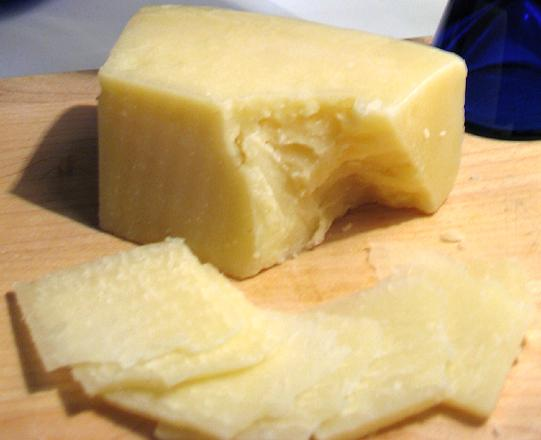
페코리노 로마노
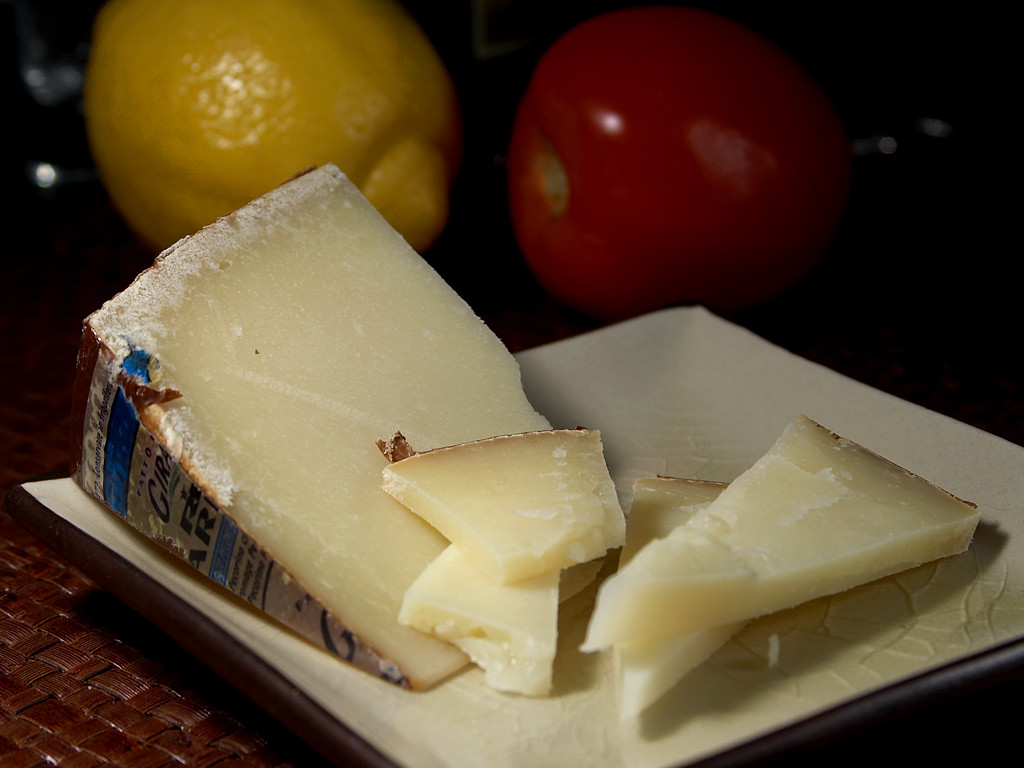
페코리노 사르도
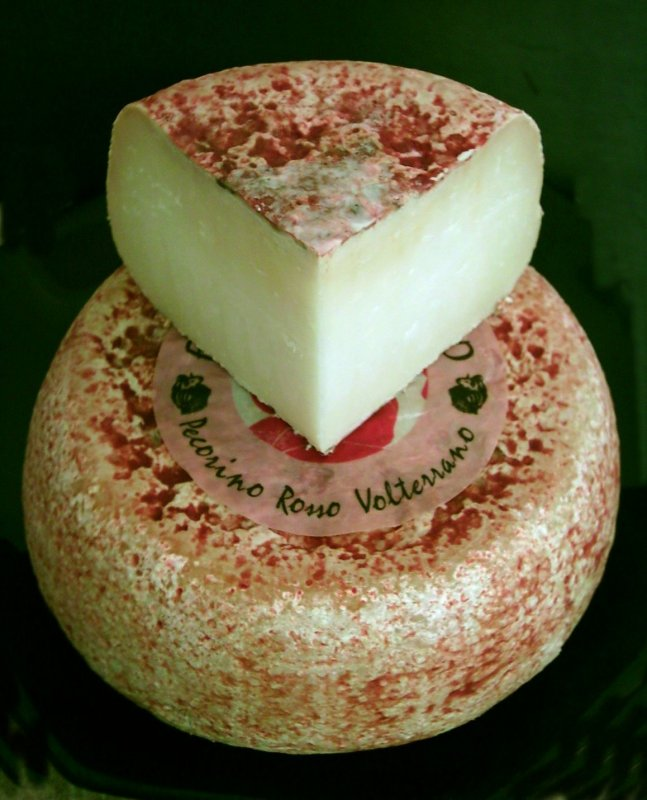
페코리노 토스카노

1. ↑  Export statistics 보관됨 2007-09-28 - 웨이백 머신 from the producers’ consortium
2. ↑  Italian Pecorino and Ancient Roman
3. ↑  “Guide to PDO and PGI products: Pecorino of Filiano”. 《www.10q.it》. 2015년 1월 3일에 원본 문서에서 보존된 문서.
4. ↑  “Pecorino Crotonese DOP cheese”. 《www.guffantiformaggi.com》. 2017년 5월 11일에 원본 문서에서 보존된 문서. 2016년 2월 26일에 확인함.
5. ↑  Barberis, Corrado (2010). 《Mangitalia: la storia d'Italia servita in tavola》 (이탈리아어). Donzelli Editore. 194쪽. ISBN 978-88-6036-449-4.
6. ↑  Cremona, Luigi; Soletti, Francesco (2002). 《L'Italia dei formaggi》 (이탈리아어). Touring Editore. 97쪽. ISBN 978-88-365-2727-4.